# Homem

David, por Michelangelo

Um homem (em latim: homines) é um ser humano adulto do sexo ou gênero masculino, animal bípede da ordem dos primatas pertencente à espécie Homo sapiens. "Menino" é o termo usado para uma criança humana do sexo masculino, e os termos "rapaz" ou "moço" para um adolescente ou jovem adulto. Na velhice, é chamado de idoso, ancião, senhor ou simplesmente de homem. Corresponde a aproximadamente 50,4% da população humana mundial. O termo homem pode ser utilizado ainda para se referir ao ser humano de maneira geral.
Na sociologia, homem é um papel social tradicionalmente atribuído a indivíduos do sexo masculino, relacionado a desempenhos sociais, estética e performance da figura masculina. Enquanto na biologia, macho é usado para se referir a indivíduos do sexo masculino, possuindo microgametas e órgãos reprodutores masculinos, incluindo organismos como animais, plantas e seres humanos.
Nos aspectos socioculturais, homens cisgênero são pessoas que nasceram com o sexo masculino e estão de acordo com o gênero masculino atribuído no nascimento, com base no sexo, homens transgêneros possuem uma identidade de gênero que não se alinha com a designação de gênero atribuída no nascimento, sendo pessoas que foram atribuídas o gênero feminino e se reconhecem com o gênero masculino, e homens intersexo podem ter características sexuais que não se encaixam em noções típicas da biologia masculina. Juridicamente, em alguns países, é possível que a autodeterminação de gênero seja reconhecida pelo sexo jurídico em documentos de identificação.

## Idade e terminologia

Símbolo de Marte

A palavra homem pode ser usada de forma específica, significando um ser humano macho adulto particular ou, genericamente, significando todo ser humano macho. A condição de homem é normalmente vinculada ao período da vida após a juventude, pelo menos fisicamente, durante a puberdade. Um menino é uma criança humana masculina. Para muitos, a palavra homem implica um determinado grau de maturidade e a responsabilidade que homens jovens em especial não se sentem prontos para tal; contudo, também podem se sentir demasiado velhos para serem chamados de menino, por esta razão, muitos evitam usar o homem ou o menino para descrever um homem jovem e preferem termos mais coloquiais tais como rapaz, cara (no Brasil) e gajo (em Portugal).
Os filósofos gregos buscaram durante séculos a definição exata do que é um homem, sendo a mais conhecida a que o descreve como "um bípede implume" (duas pernas e sem penas). E Aristóteles a concebeu quando afirmou que o homem é o animal racional, definição que vale para ambos os sexos.

## Biologia e sexo

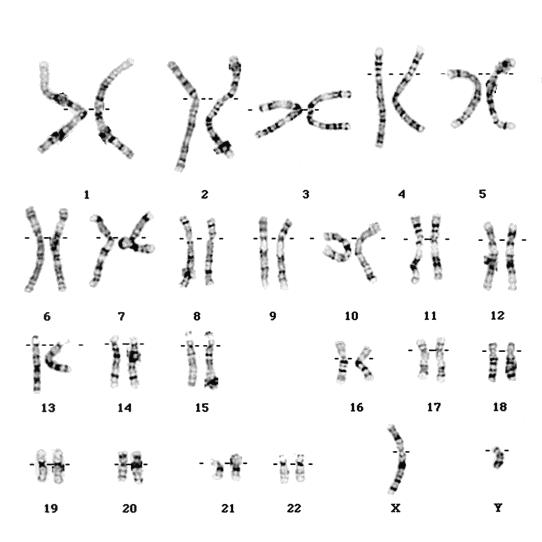
Cariótipo típico de um homem com 22 pares de cromossomo autossômicos e um cromossomo X e um Y

Os seres humanos exibem dimorfismo sexual em muitas características, das quais diversas não apresentam nenhuma ligação direta com a habilidade reprodutiva, porém a maioria destas característica têm um papel na atração sexual. A maioria das expressões do dimorfismo sexual, nos seres humanos, são encontradas na altura, no peso, e na estrutura do corpo, onde o homem geralmente apresenta portes maiores comparado a sua fêmea, a mulher.

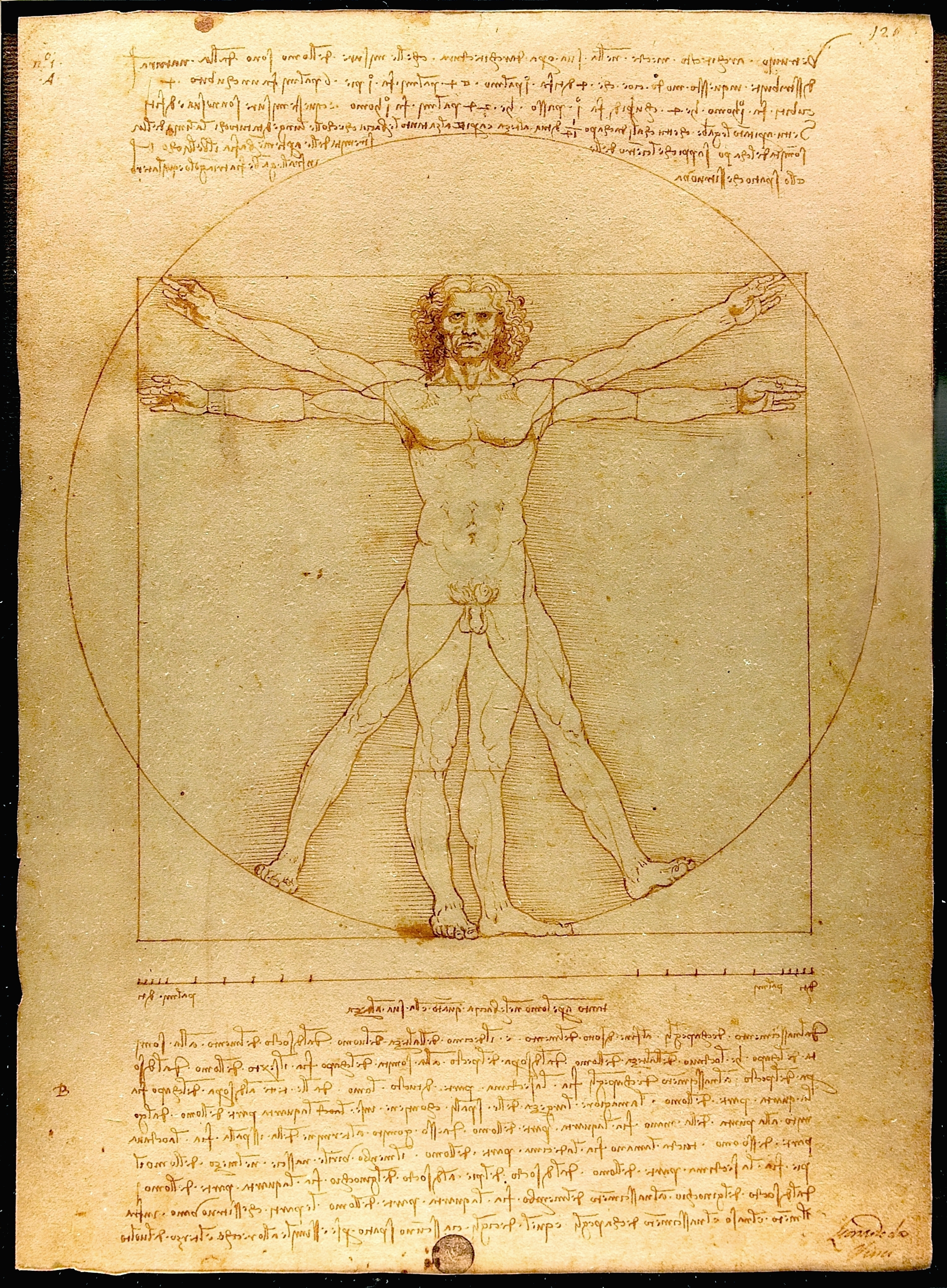
Homem de Vitrúvio por Leonardo da Vinci (1485/90, Veneza, Gallerie dell' Accademia)

Alguns exemplos dos caracteres sexuais secundários masculinos, nos seres humanos, adquiridos com a passagem da puberdade, como: aumento da quantidade de pelo no corpo, desenvolvimento de pelos na zona abdominal, barba, em média mãos e pés maiores que das mulheres, ombros e tórax mais largos, estrutura mais pesada do crânio e dos ossos, maior massa múscular, pomo-de-adão proeminente e voz grave e depósitos da gordura principalmente em torno do abdômen e da cintura.
Nos termos da biologia, os órgãos sexuais masculinos estão envolvidos no sistema reprodutivo, consistindo de pénis, escroto, ducto ejaculatório, testículos, ducto deferente e glândulas anexas como a próstata. A função do sistema reprodutivo masculino é de produzir o sémen que carrega o gameta masculino, o espermatozoide, e assim a informação genética, para que possa se unir a um gameta feminino, o óvulo. O espermatozoide entra no útero e então nada até às trompas de falópio da mulher onde se encontra o óvulo e o fertiliza, que posteriormente se tornará um embrião, mas o sistema reprodutivo masculino não apresenta nenhum papel essencial durante a gestação.
O estudo da reprodução masculina e de órgãos associados é chamado andrologia. A maioria, mas não todos, homens têm o cariótipo 46/XY. A presença de um número atípica dos cromossomos é chamada aneuploidia, e os cromossomas sexuais extra podem causar a síndrome XXY ou a síndrome XYY nos homens.
No geral, os homens sofrem de muitas das mesmas doenças que mulheres. No entanto, há algumas doenças relacionadas ao sexo que ocorrem unicamente ou mais frequentemente nos homens. Também, algumas doenças de relacionadas à idade como Mal de Alzheimer parecem ser menos comuns entre os homens.
Os fatores biológicos nem sempre são determinantes para a identidade de gênero de um indivíduo, considerando a existência da intersexualidade, onde indivíduos nascem com variações nas características sexuais que não se encaixam nas noções de macho e fêmea. Nesse caso, outros critérios são considerados, como a decisão por terceiros ou criação neutra.

## Sexualidade e gênero
A atração e sexualidade masculina varia entre os indivíduos, e o comportamento sexual de um homem pode ser afetado por muitos fatores, incluindo predisposições evoluídas, personalidade, educação e cultura. Enquanto a maioria dos homens é heterossexual, minorias significativas são homossexuais ou bissexuais.
A maioria das culturas usa um binário de gênero em que o homem é um dos dois gêneros, sendo o outro a mulher.
A maioria dos homens é cisgênero e sua identidade de gênero se alinha com sua designação sexual masculina no nascimento. Homens trans têm uma identidade de gênero masculina que não se alinha com sua designação sexual feminina no nascimento, e podem se submeter a terapia de reposição hormonal masculinizante e/ou cirurgia de redesignação sexual.